# No Boys Allowed
No Boys Allowed är den amerikanska sångerskan Keri Hilsons andra studioalbum, utgivet den 17 december 2010 av Mosley Music Group och Zone 4.

## Låtlista
1. "Buyou" (med J. Cole)
2. "Pretty Girl Rock"
3. "The Way You Love Me" (med Rick Ross)
4. "Bahm Bahm (Do It Once Again) / I Want You"
5. "One Night Stand" (med Chris Brown)
6. "Lose Control / Let Me Down" (med Nelly)
7. "Toy Soldier"
8. "Breaking Point"
9. "Beautiful Mistake"
10. "Gimme What I Want"
11. "All the Boys"
12. "Pretty Girl Rock" (med Kanye West)